# Klaus Riekemann
Klaus Riekemann (né le 19 mai 1940 à Dorsten) est un rameur allemand. Il participe aux Jeux olympiques d'été de 1960 en représentant l'Équipe unifiée d'Allemagne dans l'épreuve du quatre barré et remporte le titre.

## Palmarès

### Jeux olympiques
- Jeux olympiques de 1960 à Rome,  Italie
  -  Médaille d'or (quatre barré)[1].

### Championnats d'Europe
- Championnats d'Europe d'aviron 1958
  -  Médaille d'or en deux barré
- Championnats d'Europe d'aviron 1959
  -  Médaille d'or en deux barré
- Championnats d'Europe d'aviron 1961
  -  Médaille de bronze en quatre sans barreur